# Trường Sĩ quan Tăng – Thiết giáp
Trường Đại học Sĩ quan Tăng - Thiết giáp (TGH) (hay Trường Sĩ quan Tăng - Thiết giáp) trực thuộc Bộ Tư lệnh Tăng - Thiết giáp của Bộ Quốc phòng, là trường đào tạo sĩ quan chỉ huy chiến thuật tăng và thiết giáp cấp phân đội, trình độ cử nhân quân sự, bậc đại học và cao đẳng.
- Trực thuộc: Bộ tư lệnh Tăng - Thiết giáp của Bộ Quốc phòng.
- Thành lập vào: ngày 22 tháng 06 năm 1965.
- Viết tắt: ĐHSQTTG/MUTAO.
- Tên tiếng Anh: Military Unversity of Tank Armour Officer
- Mã trường: TGH.
- Phục vụ: Lực lượng Vũ trang Quân đội Nhân dân Việt Nam.
- Trực thuộc: Bộ tư lệnh Tăng - Thiết giáp của Bộ Quốc phòng.

## Thông tin liên hệ
- Tel: 0211 3539 021
- Email: info@tsqttg@gmail.com
- Website: http://siquantangthietgiap.vn/
- Facebook: www.facebook.com/SiQuanTangThietGiap

## Địa điểm
- Trụ sở chính: tỉnh lộ + Km 06 đường Vĩnh Yên - Tam Đảo, xã Kim Long, huyện Tam Dương, tỉnh Vĩnh Phúc, nước Việt Nam.

## Lãnh đạo hiện nay
- Hiệu trưởng: Đại tá Đặng Tuấn Anh
- Chính ủy: Đại tá Nguyễn Tiến Ngọc

## Lịch sử
Ngày 05 tháng 10 năm 1959, Bộ Quốc phòng ra Quyết định số 499/NĐ thành lập Trung đoàn xe tăng 202, trung đoàn xe tăng đầu tiên của Quân đội Nhận dân Việt Nam. Ngay từ những ngày đầu thành lập ngoài các tiểu đoàn xe tăng, pháo tự hành, các phân đội phục vụ bảo đảm có trong biên chế, trung đoàn còn có một đại đội có nhiệm vụ huấn luyện tập trung về xe tăng cho bộ đội mang phiên hiệu Đại đội 15.
Ngày 22 tháng 06 năm 1965, Bộ trưởng Bộ Quốc Phòng ra Quyết định số 101/QĐ-QP thành lập Bộ Tư lệnh Tăng Thiết giáp. Lực lượng trực thuộc Bộ Tư lệnh gồm 2 trung đoàn xe tăng 202, 203; ba cơ quan ( Tham mưu, Chính trị, Hậu cần kỹ thuật) và đặt biệt là một Tiểu đoàn huấn luyện mang phiên hiệu Tiểu đoàn 10 đặt dưới sự chỉ đạo trực tiếp của Bộ Tư lệnh Thiết giáp. Về biên chế, Tiểu đoàn 10 có 3 Đại đội huấn luyện, cán bộ đại đội, trung đội vừa quản lý bộ đội vừa quản lý cơ sở vật chất đồng thời kiêm nghiệm giáo viên huấn luyện. Địa bàn đóng quân của nhà trường thuộc địa phận xã Kim Long , huyện Tam Dương, tỉnh Vĩnh Phúc.
Ngày 22 tháng 06 năm 1965 trở thành dấu mốc khởi đầu trong chặng đường xây dựng, trưởng thành của Trường Đại học Sĩ quan Tăng - Thiết giáp, đồng thời trở thành ngày hội truyền thống hàng năm của Nhà trường.
Ngày 08 tháng 03 năm 1969, Thường vụ Đảng ủy Binh chủng đã đề nghị lên Quân ủy Trung ương, Bộ Quốc phòng cho phép Binh chủng tổ chức một Nhà trường có quy mô phù hợp hơn để đào tạo, bổ túc cán bộ, chiến sĩ xe tăng thiết giáp, kịp thời bổ sung cho các đơn vị. Trong thời gian chờ cấp trên chuẩn y, ngày 09 tháng 01 năm 1970, Đảng ủy Binh chủng đã ra Nghị quyết chuyên đề về tăng cường biên chế, tổ chức cho Tiểu đoàn 10 thành Đoàn Huấn luyện.
Ngày 07 tháng 01 năm 1972, Bộ Quốc phòng chính thước ra quyết định thành lập Đoàn 10 mang mật danh T600. Đoàn 10 được thành lập có nhiệm vụ: Bổ túc,đào tạo cán bộ chỉ huy sơ cấp; Bổ túc,đào tạo cán bộ kỹ thuật bậc trung học; Đào tạo chính trị viên phó đại đội; Mở các lớp tập huấn cán bộ tiểu đoàn bậc phó theo yêu cầu nhiệm vụ trên giao; Giúp đỡ nước bạn Lào bổ túc, đào tạo cán bộ, chiến sĩ, xe tăng, thiết giáp.
Ngày 10 tháng 04 năm 1973, căn cứ vào Sắc lệnh số 1121/SL ngày 11 tháng 07 năm 1959 quy định tổ chức của Bộ Quốc Phòng, theo đề nghị của Thủ trưởng Bộ Tổng tham mưu và Tổng cục Chính trị. Bộ trưởng Bộ Quốc phòng ra Quyết định số 56/QD-QP thành lập Trường Sĩ quan Thiết giáp thuộc Bộ Tư lệnh Thiết giáp. Trường Sĩ quan Thiết giáp có nhiệm vụ: Đào tạo, bổ túc cán bộ sơ cấp và trung cấp xe tăng, thiết giáp; Nghiên cứu, biên soạn tài liệu về xe tăng, thiết giáp; Đào tạo, bổ túc bán bộ xe tăng, thiết giáp cho nước bạn.
Cuối tháng 8 năm 1977, được sự giúp đỡ, chỉ đạo trược tiếp của Bộ Tư lệnh Thiết giáp, Nhà trường tổ chức thi tốt nghiệp cho số học viên khóa 1, đào tạo sĩ quan sơ cấp ( chỉ huy và kỹ thuật) hệ 3 năm (1974 – 1977). Đây là kỳ thi tốt nghiệp khóa học đào tạo dài hạn theo hướng chính quy, cơ bản đầu tiên của Nhà trường nên công tác chuẩn bị bảo đảm, tổ chức chỉ đạo đề được tiến hành chu đáo, chặt chẽ.
Ngày 23 tháng 10 năm 1980, thể theo nhu cầu xây dựng, chiến đấu và phát triển của Binh chủng và Nhà trường, Bộ Quốc phòng ký quyết định đổi tên Trường Sĩ quan Thiết giáp thành Trường Sĩ quan Chỉ huy – Kỹ thuật Tăng. Đây là sự kiện lịch sử đánh dấu bước trưởng thành mới của Binh chủng và Nhà trường. Với chức năng nhiệm vụ và mục tiêu đào tạo được xác định rõ, nhiệm vụ xây dựng, huấn luyện, đào tạo theo hướng chính quy, từng bước hiện địa của Trường Sĩ quan Chỉ huy – Kỹ thuật Tăng tiếp tục được đẩy mạnh.
Cuối năm 1911, căn cứ vào khả năng hiện có, Nhà trường đã quyết định đăng ký với Bộ Quốc phòng nâng cấp đào tạo lên bậc cao đẳng. Từ năm học 1991 – 1992, Nhà trường tiếp tục đẩy mạnh việc xây dựng đội ngũ giáo viên.
Ngày 01 tháng 04 năm 1997, Bộ Quốc phòng quyết định đổi tên Trường Sĩ quan Chỉ huy Kỹ thuật Tăng thành Trường Đại học Sĩ quan Tăng - Thiết giáp.
Năm 1998, Trường Đại học Sĩ quan Tăng - Thiết giáp được Bộ Giáo dục và Đào tạo công nhận là trường đại học quân sự trọng điểm trong lĩnh vực đào tạo chuyên ngành chỉ huy tăng - thiết giáp cho toàn quốc.
Từ khóa 20, (năm học 1997 – 1998) Nhà trường chính thức bước vào đào tạo sĩ quan tăng - thiết giáp cấp phân đội bậc đại học theo Quyết định số 180/QĐ-TTg của Chính phủ, bằng tốt nghiệp đại học thuộc hệ thống văn bằng Quốc gia. Mục tiêu, nội dung chương trình đào tạo do Bộ Quốc phòng thống nhất với Bộ Giáo dục và Đào tạo. Năm 1998, Trường Đại học Sĩ quan Tăng - Thiết giáp được Bộ Giáo dục và Đào tạo công nhận là đại học quân sự chuyên ngành chỉ huy tăng - thiết giáp.
Được sự nhất trí của Đảng ủy Quân sự Trung ương ( nay là QUTW) Bộ Tư Lệnh Binh chủng Tăng - Thiết giáp (đơn vị trực thuộc Bộ Quốc phòng) ra Quyết định số 930/QL – 2003, ngày 30 tháng 11 năm 2003 về việc ban hành biểu tổ chức biên chế của Nhà trường giai đoạn 2004 – 2010, Quyết định thành lập, tái thành lập mốt số đơn vị mới và Quyết định số 158/QĐ-CT-2004 về việc lấy ngày 22/6/1965 – Ngày thành lập Tiểu đoàn 10 là Ngày truyền thống của Trường Sĩ quan Tăng thiết giáp. Biên chế Nhà trường gồm 5 Phòng chức năng, 3 Ban trực thuộc, 9 Khoa giáo viên, 5 Tiểu đoàn. Phòng Huấn luyện đổi tên thành Phòng Đào tạo, Phòng Hành chính đổi tên thành Phòng Tham Mưu – Hành chính; Khoa xe máy trước đây nay gọi là Khao Kỹ thuật chuyên ngành Xe máy; Khoa Cơ bản – Cơ sở tách ra thành hai Khoa: Khoa Cơ bản và Khoa Kỹ thật Cơ sở. Thành lập Khoa tham mưu phương pháp, Tiểu đoàn 3 quản lý học viên sĩ quan. Ban Khoa học công nghệ môi trường ( nay là Ban Khoa học Quân sự), Ban Thanh tra ( nay là Ban Khảo thí) trực thuộc Ban Giám hiệu; Ban Bảo vệ an ninh trực thuộc Phòng Trính trị. Ngày 30 tháng 5 năm 2009, Trường Đại học Sĩ quan Tăng Thiết giáp được đón nhận danh hiệu đơn vị Anh hùng Lực lượng vũ trang Nhân dân thời kỳ đổi mới theo Quyết định số 790/QĐ-CTN của Chủ tịch nước Cộng hòa xã hội chủ nghĩa Việt Nam. Lịch sử xây dựng và trưởng thành của Trường Đại học Sĩ quan Tăng thiết giáp gắn liền với tinh thần đoàn kết, tự lực, tự cường, sáng tạo chủ động vượt khó, nỗ lực phấn đấu không mệt mỏi của tầng tầng lớp lớp cán bộ, giảng viên, học viên, quân nhân chuyên nghiệp, CNVQP, HSQ-BS trong Nhà trường. Chặng đường có nhiều khó khăn, thách thức, song với bản lĩnh chính trị vững vàng, với những bước đi cơ bản, vững chắc, vừa có kế thừa, vừa phát triển, Nhà trường đã lớn mạnh không ngừng, thực sự góp phần quan trọng vào việc bồi dưỡng, rend luyện, cung cấp cho Binh chủng và toàn quân hàng vạn cán bộ chỉ huy, lãnh đạo, cán bộ kỹ thuật tăng thiết giáp có phẩm chất, năng lực tốt làm nòng cốt trong xây dựng lực lượng tăng - thiết giáp với quy mô, phạm vi ngày một được mở rộng, chất lượng ngày một nâng cao, đáp ứng kịp thời mọi yêu cầu nhiệm vụ trong từng giai đoạn cách mạng. Các thế hệ cán bộ, chiến sĩ của Nhà trường có quyền tự hào với truyền thống vẻ vang của mình và có trách nhiệm viết tiếp những trang sử vẻ vang mới bằng những cống hiến và thành tựu mới. Toàn trường tiếp tục thi đùa giữ vững và phát huy truyền thống: “Đoàn kết, tự lực, sáng tạo, chủ động vượt khó, dạy tốt, chính quy, mẫu mực và đã ra quân là đánh thắng” góp phần quan trọng vào sự nghiệp xây dựng Binh chủng, xây dựng Quân đội và công cuộc xây dựng, bảo vệ vững chắc Tổ quốc Việt Nam xã hội chủ nghĩa.

## Đội ngũ giảng viên
- Hiện nay (12/2004), toàn trường có 133 cán bộ, giáo viên có trình độ thạc sĩ và 5 tiến sĩ, 17 nhà giáo ưu tú, 167 lượt giáo viên giỏi các cấp.
- Năm học 2010-2011, Trường phấn đấu có từ 55% đến 60% giảng viên có trình độ sau đại học, trong đó có từ 15% đến 20% là giảng viên có trình độ tiến sĩ.

## Các khoa
1. Khoa Cơ bản
2. Khoa Kỹ thuật cơ sở
3. Khoa Thông tin
4. Khoa Khoa học xã hội và nhân văn
5. Khoa Vũ khí
6. Khoa Quân sự chung
7. Khoa Tham mưu - Phương pháp
8. Khoa Chiến thuật Tăng - Thiết giáp
9. Khoa Kỹ thuật xe máy

## Danh hiệu
- 2 Cờ Luân lưu của Chủ tịch nước (năm 1967, 1976)
- Nhiều cờ thưởng dẫn đầu mục tiêu thi đua và phong trào thi đua của Bộ Quốc Phòng, Bộ Tư Lệnh Tăng thiết giáp.
- Hàng trăm cờ thưởng và nhiều bằng khen, giấy khen của Bộ Giáo dục và Đào tạo, của các cấp, các ngành vì đã có thành tích trong các nhiệm vụ, trong hội thi, hội thao và các cuộc vận động lớn trong Quân đội Nhân dân Việt Nam và Binh chủng Tăng thiết giáp.
- 6 Cờ Thi đua của Thủ tướng Chính phủ (năm 2004, 2005, 2006, 2007, 2008, 2011).
- 4 Huân chương Chiến công của nước Cộng hòa xã hội chủ nghĩa Việt Nam (năm 1981, 1983, 1998, 1995)
- 1 Huân chương Bảo vệ Tổ quốc của nước Cộng hòa xã hội chủ nghĩa Việt Nam (năm 2015)
- 1 Danh hiệu Anh hùng Lực lượng Vũ trang Nhân dân Việt Nam trong thời kỳ đổi mới (năm 2009)
- 2 Huân chương Độc lập của nước Cộng hòa Dân chủ Nhân dân Lào (năm 1977, 2004)
- 1 Huân chương Tự do (Huân chương Itxala) của nước Cộng hòa Dân chủ Nhân dân Lào (năm 1999)
- 1 Huân chương Hữu nghị Thập Ba Đân của Nhà nước Campuchia (năm 2010)

## Cựu học viên
- Phan Văn Giang -  Đại tướng, Bộ trưởng Bộ Quốc phòng